# Bellemon
Bellemon est une communauté non incorporée du comté de Coconino dans l’État d'Arizona.
Situé à 2 174 m d'altitude, c'est le point le plus élevé de la U.S. Route 66.
Le site figure dans le film Easy Rider sorti en 1969.